# 레너드 유진 딕슨
레너드 유진 딕슨(영어: Leonard Eugene Dickson, 1874년 1월 22일~1954년 1월 17일)은 미국의 수학자이다. 유한체 위의 대수군 이론에 공헌하였다.

## 생애
미국 아이오와주 인디펜던스(영어: Independence)에서 태어났으며, 아버지는 은행가였다. 텍사스주에서 자랐다.
텍사스 대학교 오스틴에 입학하여 학사 및 석사 학위를 취득하였고, 시카고 대학교에서 1896년에 박사 학위를 취득하였다. 이는 시카고 대학교 최초의 수학 박사 학위였다.
1899년에 25세의 나이에 텍사스 대학교 오스틴의 조교수가 되었으며, 이듬해 1900년에 시카고 대학교 교수가 되었다. 1902년에 수잔 매클리어드 데이비스(영어: Susan McLeod Davis)와 결혼하였고, 1남1녀를 두었다.
1939년에 은퇴하여 텍사스주로 귀향하였고, 텍사스 할링전에서 1954년에 사망하였다.
딕슨의 성격에 대하여 학자들은 다음과 같이 평하였다.
| “ | 무뚝뚝한 성격의 딕슨은 자신의 의견을 거리낌없이 표현하였으며, 타인을 칭찬하는 것이 드물었다. […] 그는 옥션 브리지와 당구를 좋아하였고, 둘 다 지는 것을 좋아하지 않았다. A hard-bitten character, Dickson tended to speak his mind bluntly; he was always sparing in his praise for the work of others. […] he indulged his serious passions for bridge and billiards and reportedly did not like to lose at either game. | ” |
|   | — |   |

| “ | 딕슨의 강의는 짧지만 혼란스러웠으며, 그는 학생들에게는 엄하게 대하였다. […] 딕슨은 학생들이 수학에 약점을 보이는 것을 용납하지 못하였으며, (공적인 의견에 불과하다고 하더라도) 매우 가혹하게 평하였다. 딕슨은 학생들의 자존심에 대하여 신경쓰지 않았다. He delivered terse and unpolished lectures and spoke sternly to his students. … Given Dickson's intolerance for student weaknesses in mathematics, however, his comments could be harsh, even though not intended to be personal. He did not aim to make students feel good about themselves. | ” |
|   | — |   |

| “ | 딕슨은 박사 과정 학생들에게 "1진 아웃" 시험을 제시하였다. 닥슨은 박사 과정 과제보다는 더 짧은 문제를 제시한 뒤, 학생이 3개월 내에 풀지 못하면 다른 지도 교수를 찾게 하였다. Dickson had a sudden death trial for his prospective doctoral students: he assigned a preliminary problem which was shorter than a dissertation problem, and if the student could solve it in three months, Dickson would agree to oversee the graduate student's work. If not the student had to look elsewhere for an advisor. | ” |
|   | — |   |